# Займище (ділянка)
Займище (застар.) - зайнята ким-небудь (зазвичай козаком) ділянка місцевості. переважно у Степовій Україні. Отожнюється також з займанщиною, іноді - з маєтністю.
Часто зустрічається у письмових джерелах, в яких йдеться про описи Запорожжя 16-19 ст. Термін застосовувався стосовно територій, де було відсутнє щільне населення і мав на увазі якусь ділянку місцевості, зайняту певним власником-козаком (козаками), іноді з його родиною або родичами, або декількома сім'ями. Звичайно це були урочища (яри), балки, ділянки річкових долин серед степу - тобто місця в степу, придатні через забезпеченість водою для сезонного землеробства, бджолярства, мисливства, рибальства тощо. В одному займищі могли розташовуватись до декількох зимівників (хуторів). Населення могло бути тут як постійним, так і сезонним, а нечисельні житла являли собою землянки та/або мазанки. 
Так, наприклад, про одне з запорозьких займищ пише Феодосій Макаревський:
"Урочище Звонецкое" съ давнихъ лѣтъ было знакомо и памятно запорожскому казачеству... Ища по Днѣпру вольныхъ угодій и безопасныхъ помѣщеній, казаки около 1545 года нашли Звонецкій порогъ, заняли его и, укрѣпивъ все прилегающее къ нему урочище, сдѣлали, открыли себѣ въ немъ первое займище. Богданъ Хмѣльницкій изъ Кайдака, т. е. Стараго, часто посѣщалъ это урочище и заповѣдалъ запорожцамъ бпюсти его, яко зеницу ока." 
Також академік Дмитро Яворницький у своїй праці "Дніпрові пороги" відмічає:
"Слобода Лоцманська Кам'янка - дуже давнє запорозьке займище"
З часом, у зв'язку із ростом населення на Запорожжі та ліквідацією загрози татарських набігів, такі займища перетворювались на зимівники, хутори, в подальшому - слободи і села, куди згодом переселялось багато українців і з центральних регіонів України. Займища зникли невдовзі після ліквідації Запорозької Січі Росією у 1775 р. внаслідок розподілу земель Запорожжя між російськими дворянами, поміщиками, офіцерами і іноземними колоністами і встановленням тут російських порядків.
Ось як про один такий епізод на Донеччині пише Феодосій Макаревський:
"...Урочище Александровка (на Кальміусі) — древнѣйшее запорожское займище, старожытная казацкая маетпостъ. около 1779 года, на значительномъ пространствѣ околичной земли досталась въ ранговую дачу поручику Евдокиму Степановичу Шидловскому. Сидевшіе тутъ зимовниками и хуторами, въ землянкахъ и мазанкахъ, сѣчевики-запорожцы съ своими семействами и наймитами, пособили помѣщику Шидловскому осадитъ, офундоватъ здѣсь слободу Александровку, населить и оживить ее народомъ семейнымъ и осѣдлымъ, распланировать, обстроить ее домами, хатами-мазанками и землянками, снабдить всѣхъ поселянъ хозяйствомъ и удовлетворить ихъ существенныя, на первый разъ, экономическія нужды..." 